# Imparfinis hollandi
Imparfinis hollandi är en fiskart som beskrevs av Haseman, 1911. Imparfinis hollandi ingår i släktet Imparfinis och familjen Heptapteridae. Inga underarter finns listade i Catalogue of Life.